# Tony Gonzales
Pour les articles homonymes, voir Gonzales.
Ernest Anthony Gonzales II dit Tony Gonzales, né le 10 octobre 1980, est un homme politique américain. Membre du Parti républicain, il est élu à la Chambre des représentants des États-Unis depuis 2021.

## Biographie

### Jeunesse et carrière professionnelle
Tony Gonzales grandit à San Antonio au Texas. Il est membre de la United States Navy de 1999 à 2019. Cryptologiste, il sert notamment en Afghanistan et en Irak,.
Après l'armée, il travaille pour le sénateur républicain Marco Rubio sur les questions liées au Moyen-Orient et donne également des cours à l'université (Pensacola State College (en), Université du Maryland).
Tony Gonzales a six enfants avec son épouse Angel.

### Représentant des États-Unis
Lors des élections de 2020, Tony Gonzales est candidat à la Chambre des représentants des États-Unis. Il songe à se présenter dans le 35e district du Texas mais choisit finalement le 23e district lorsque Will Hurd annonce ne pas être candidat à un nouveau mandat. Le 23e district, qui s'étend d'El Paso à San Antonio le long de la frontière mexicaine, est l'un des plus compétitifs du pays,,. Soutenu par Will Hurd, Tony Gonzales arrive en tête du premier tour de la primaire républicaine avec 28,1 % des suffrages devant Raul Reyes (23,3 %). Entre les deux tours, il reçoit le soutien du président Donald Trump tandis que Raul Reyes est soutenu par le sénateur Ted Cruz. Il remporte le second tour en juillet avec à peine 45 voix d'avance, conduisant à un recomptage des voix qui confirme sa victoire le mois suivant.
En novembre, il affronte la démocrate Gina Ortiz Jones, battue par Will Hurd de seulement 926 voix en 2018. Contrairement à Tony Gonzales, la démocrate remporte sa primaire dès le premier tour en mars et peut lever d'importants fonds de campagne alors que les républicains ne connaissaient pas encore leur candidat. Durant la campagne, Gina Ortiz Jones attaque Tony Gonzales sur le thème de la santé (le républicain souhaitant abroger l'Obamacare) tandis que Tony Gonzales critique les positions libérales de la démocrate, qui vivrait toujours à Washington selon lui (malgré la preuve du contraire). Le républicain met également l'accent sur la nécessité de sécuriser la frontière et son opposition à l'avortement. Alors que les démocrates sont d'abord considérés comme favoris après le retrait de Will Hurd — la circonscription a voté pour Hillary Clinton en 2016 — l'élection semble se resserrer à l'approche du scrutin. Les démocrates et les républicains dépensent plusieurs millions de dollars dans l'élection,. Tony Gonzales est finalement élu représentant des États-Unis avec 50,7 % des voix, devant Gina Ortiz Jones (46,5 %) et le libertarien Beto Villela (2,8 %),. Il profite notamment des mauvais scores de Joe Biden et des démocrates dans l'électorat hispanique de la région. La presse note également son travail de terrain, délaissé par l'équipe de Gina Ortiz Jones qui se concentre sur le numérique en période de pandémie.